# Norshen
Norshen (en arménien Նորշեն ; anciennement Bagravan) est une communauté rurale du marz de Shirak en Arménie. Comprenant également la localité de Kharkov, elle compte 1 008 habitants en 2008.